# ليرد بيل
ليرد بيل (بالإنجليزية: Laird Bell)‏ هو محامي أمريكي، ولد في 1883، وتوفي في 1965.